# 長勢
長勢（ちょうせい、寛弘7年（1010年） - 寛治5年11月9日（1091年12月21日））は、平安時代中期の仏師。円派の祖。定朝の弟子。仏師初の法印。

## 略歴
初め定朝の弟子だったと伝えられる。長勢の仏師としての事績はまず、康平7年（1064年）に広隆寺の日光・月光菩薩立像（重要文化財）、及び同寺の十二神将立像（国宝）を造立したことが挙げられる（『広隆寺来由記』）。また長勢は、法成寺（天喜6年＝1058年に焼失していた）の再興にも参加し、治暦元年（1065年）に金堂の造仏賞として、法橋に叙された。延久2年（1070年）には円宗寺金堂の造仏をも担当し、高さ二丈の毘盧遮那仏、一丈六尺の薬師如来と一字金輪、その他梵天・帝釈天・四天王の、合わせて９体の巨像群を同年10月から12月末にかけてのわずか2ヶ月間で作り上げ、大仏師覚如（円宗寺講堂の造仏を担当）とともに法眼に叙せられた。長勢の最も名高い業績は法勝寺の造仏で、まず講堂・阿弥陀堂の諸仏によって承暦元年（1077年）法印に昇叙され、応徳2年（1085年）に常行堂九体阿弥陀仏も造立した。寛治5年11月9日、82歳で没した。

## 作品
- 広隆寺
  - 日光菩薩・月光菩薩立像
  - 十二神将立像

## 弟子
- 円勢
- 兼慶